# マテウス・ホゼット
マテウス・ホゼット（ポルトガル語: Matheus Rossetto、1996年6月3日 - ）は、ブラジルのサッカー選手。アトランタ・ユナイテッドFC所属。ポジションはMF。

## クラブ歴
サンタカタリーナ州サント・アマロ・ダ・インペラトリスに生まれた。2009年に12歳でアトレチコ・パラナエンセの下部組織に入団。2015年5月2日のカンピオナート・パラナエンセでニコンに代わってハーフタイムから出場しトップチームデビュー。
同年12月15日にチームメイトとともにアソシアソン・フェロヴィアリア・ジ・エスポルテスに期限付き移籍。翌年2月25日に初得点を記録。
2016年5月にアトレチコ・パラナエンセに復帰。7月30日にジュニーニョに代わって途中出場し、カンピオナート・ブラジレイロ・セリエA初出場。10月5日には同リーグでの初得点を記録した。その2日後には契約を2020年まで延長した。
2020年2月3日、アトランタ・ユナイテッドFCに加入することが発表された。